# Clasificación americana para la Copa Mundial de Rugby de 2011
La Clasificación del Continente Americano para la Copa Mundial de Rugby de 2011 fue una serie de partidos internacionales disputados por las selecciones nacionales masculinas pertenecientes a Confederación Sudamericana de Rugby y North America Caribbean Rugby Association.
El continente americano contó con dos cupos directos a Nueva Zelanda 2011 y un cupo a la fase de repechaje

## Ronda 1 A

### Pre-clasificación
| 29 de marzo de 2008 | San Vicente y las Granadinas | 7 - 47 | México |  |  |

### Grupo A
|  | Cuartos de final  | Cuartos de final  | Cuartos de final |          |                   | Semifinales       | Semifinales | Semifinales |  |                   | Copa              | Copa | Copa |  |
|  |                   |                   |                  |          |                   |                   |             |             |  |                   |                   |      |      |  |
|  |                   |                   |                  |          |                   |                   |             |             |  |                   |                   |      |      |  |
|  | Trinidad y Tobago | Trinidad y Tobago | 39               |          |                   |                   |             |             |  |                   |                   |      |      |  |
|  | Trinidad y Tobago | Trinidad y Tobago | 39               |          |                   |                   |             |             |  |                   |                   |      |      |  |
|  | Islas Caimán      | Islas Caimán      | 12               |          |                   |                   |             |             |  |                   |                   |      |      |  |
|  | Islas Caimán      | Islas Caimán      | 12               |          | Trinidad y Tobago | Trinidad y Tobago | 56          |             |  |                   |                   |      |      |  |
|  |                   |                   |                  |          | Trinidad y Tobago | Trinidad y Tobago | 56          |             |  |                   |                   |      |      |  |
|  |                   |                   | Barbados         | Barbados | 0                 |                   |             |             |  |                   |                   |      |      |  |
|  | Barbados          | Barbados          | Barbados         | Barbados | 0                 | 21                |             |             |  |                   |                   |      |      |  |
|  | Barbados          | Barbados          |                  |          |                   |                   |             |             |  |                   |                   |      |      |  |
|  | México            | México            | 20               |          |                   |                   |             |             |  |                   |                   |      |      |  |
|  | México            | México            | 20               |          |                   |                   |             |             |  | Trinidad y Tobago | Trinidad y Tobago | 40   |      |  |
|  |                   |                   |                  |          |                   |                   |             |             |  | Trinidad y Tobago | Trinidad y Tobago | 40   |      |  |
|  |                   |                   | Guyana           | Guyana   | 24                |                   |             |             |  |                   |                   |      |      |  |
|  | Guyana            | Guyana            | Guyana           | Guyana   | 24                | 10                |             |             |  |                   |                   |      |      |  |
|  | Guyana            | Guyana            |                  |          |                   |                   |             |             |  |                   |                   |      |      |  |
|  | Jamaica           | Jamaica           | 3                |          |                   |                   |             |             |  |                   |                   |      |      |  |
|  | Jamaica           | Jamaica           | 3                |          | Guyana            | Guyana            | 25          |             |  |                   |                   |      |      |  |
|  |                   |                   |                  |          | Guyana            | Guyana            | 25          |             |  |                   |                   |      |      |  |
|  |                   |                   | Bermudas         | Bermudas | 13                |                   |             |             |  |                   |                   |      |      |  |
|  | Bermudas          | Bermudas          | Bermudas         | Bermudas | 13                | 29                |             |             |  |                   |                   |      |      |  |
|  | Bermudas          | Bermudas          |                  |          |                   |                   |             |             |  |                   |                   |      |      |  |
|  | Bahamas           | Bahamas           | 13               |          |                   |                   |             |             |  |                   |                   |      |      |  |
|  | Bahamas           | Bahamas           | 13               |          |                   |                   |             |             |  |                   |                   |      |      |  |
|  |                   |                   |                  |          |                   |                   |             |             |  |                   |                   |      |      |  |

- Trinidad y Tobago avanza a la Ronda 2

## Ronda 1 B
| Pos. | Equipo    | Encuentros | Encuentros | Encuentros | Encuentros | Tantos  | Tantos    | Tantos     | Puntos Bonus | Puntos Totales |
| Pos. | Equipo    | jugados    | ganados    | empatados  | perdidos   | a favor | en contra | diferencia | Puntos Bonus | Puntos Totales |
| ---- | --------- | ---------- | ---------- | ---------- | ---------- | ------- | --------- | ---------- | ------------ | -------------- |
| 1    | Brasil    | 4          | 4          | 0          | 0          | 164     | 20        | + 144      | 3            | 19             |
| 2    | Paraguay  | 4          | 3          | 0          | 1          | 181     | 25        | + 156      | 3            | 15             |
| 3    | Venezuela | 4          | 2          | 0          | 2          | 84      | 118       | - 34       | 2            | 10             |
| 4    | Colombia  | 4          | 1          | 0          | 3          | 53      | 146       | - 93       | 0            | 4              |
| 5    | Perú      | 4          | 0          | 0          | 4          | 23      | 196       | - 173      | 1            | 1              |

- Brasil avanza a la Ronda 2

## Ronda 2
| 11 de octubre de 2008 | Trinidad y Tobago | 8 - 31 | Brasil | Malabar, Trinidad y Tobago |  |

| 18 de octubre de 2008 | Brasil | 24 - 12 | Trinidad y Tobago | São José dos Campos, Brasil |  |

- Brasil avanza a la ronda 3A por un marcador global de 55 a 20.

## Ronda 3A
| Pos. | Equipo  | Encuentros | Encuentros | Encuentros | Encuentros | Tantos  | Tantos    | Tantos     | Puntos |
| Pos. | Equipo  | jugados    | ganados    | empatados  | perdidos   | a favor | en contra | diferencia | Puntos |
| ---- | ------- | ---------- | ---------- | ---------- | ---------- | ------- | --------- | ---------- | ------ |
| 1    | Uruguay | 2          | 2          | 0          | 0          | 117     | 12        | + 205      | 6      |
| 2    | Chile   | 2          | 1          | 0          | 1          | 88      | 49        | + 39       | 4      |
| 3    | Brasil  | 2          | 0          | 0          | 2          | 6       | 150       | - 144      | 2      |

| 25 de abril de 2009 | Chile | 79 - 3 | Brasil | Viña del Mar, Chile |  |

| 29 de abril de 2009 | Uruguay | 71 - 3 | Brasil | Montevideo, Uruguay |  |

| 2 de mayo de 2009 | Uruguay | 46 - 9 | Chile | Montevideo, Uruguay |  |

- Uruguay Avanza a la Ronda 4

## Ronda 3 B
- El ganador clasifica a la RWC 2011 como América 1, el perdedor avanza a la Ronda 4.

| 4 de julio de 2009 | Estados Unidos | 12 - 6 | Canadá | Charleston, Estados Unidos |  |

| 11 de julio de 2009 | Canadá | 41 - 18 | Estados Unidos | Edmonton, Canadá |  |

- Canadá clasifica a la RWC 2011 por un marcador global de 47 a 30.

## Ronda 4
- El ganador clasifica a la RWC 2011 como América 2, el perdedor avanza al repechaje mundial.

| 14 de noviembre de 2009 | Uruguay | 22 - 27 | Estados Unidos | Montevideo, Uruguay |  |

| 21 de noviembre de 2009 | Estados Unidos | 27 - 6 | Uruguay | Palo Alto, Estados Unidos |  |

- Estados Unidos clasifica a la RWC 2011 por un marcador global de 54 a 28.

## Clasificados
| Bandera de Canadá         |
| América 1 Canadá          |
| Clasificado a la RWC 2011 |

| Bandera de Estados Unidos |
| América 2 Estados Unidos  |
| Clasificado a la RWC 2011 |

| Bandera de Uruguay                 |
| América 3 Uruguay                  |
| Clasificado a la fase de repechaje |